# Associação de Patinagem de Lisboa

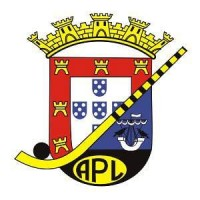
Associação de Patinagem de Lisboa (APL)

A Associação de Patinagem de Lisboa (APL)  é a associação que representa e orienta, as competições de hóquei em patins, hóquei em linha, patinagem artística, patinagem de velocidade, skate, inline freestyle e roller freestyle no Distrito de Lisboa.

## História
A Associação de Patinagem de Lisboa, designada abreviadamente de APL, tomou esta denominação por força do Artigo 2º. do Regulamento Geral da Federação Portuguesa de Patinagem aprovado por despacho da Direção Geral de Educação Física, Desporto e Saúde Escolar, a 16 de Janeiro de 1960 e sucedeu à Associação de Patinagem do Sul, esta por sua vez fundada em 26 de Abril de 1944.
À Associação de Patinagem de Lisboa foi atribuído o Estatuto de Utilidade Pública Desportiva, conforme foi publicado no Diário da República de 17 de Setembro de 1988.[carece de fontes?]

## Símbolos
As cores da bandeira da Associação de Patinagem de Lisboa, são o preto e o branco.
O emblema da APL, considerado de grande beleza criativa e estética, de autor desconhecido, terá sido criado aquando da fundação da Associação em 1944, sofrendo ligeiras alterações com o passar dos tempos, apesar de manter a mesma intenção e simbologia.
O emblema foi pensado sobre a imagem do escudo nacional onde o autor deixa bem destacadas as quinas, cada uma com os cinco besantes, representando os cinco Reis Mouros vencidos na Batalha de Ourique ou conforme a lenda que relaciona as quinas e os besantes com as Chagas de Cristo, com a intenção de demonstrar a importância da Associação a nível nacional.
O escudo evoca a força e vontade de conquista desportiva.
A ''ponte' de castelos, ligados por muros entre os dois vértices superiores do escudo demonstra a unidade e o espírito de conquista.
A colocação do Aléu, no centro, permitiu abertura para a colocação, na parte inferior dos grandes símbolos de Lisboa, a Nau.

## Galardões
A Associação de Patinagem de Lisboa concede, os seguintes galardões: o Colar de Honra ao Mérito, a Medalha de Mérito Associativo e a Medalha de Dedicação.
O colar de Honra ao Mérito é atribuído, às pessoas singulares ou coletivas por feitos de grande honra, valor, distinção e dignidade, em ação de caráter continuado ou de relevo excecional.
A Medalha de Mérito Associativo é atribuída, às pessoas singulares ou coletivas, pelo seu valor e distinção da sua ação, dignas de receber essa homenagem.
A Medalha da Dedicação é atribuída, a dirigentes, árbitros, técnicos e praticantes desportivos que, pelo seu valor e ação em prol da Patinagem, se tenham revelado dignos dessa distinção.
Todos os galardões são atribuídos em reunião da Direção da Associação.

## Sede
A Associação de Patinagem de Lisboa tem a sua sede e Instalações Sociais na Rua Possidónio da Silva, 103, Sobre-Loja Direita, 1350-246 Lisboa, Freguesia da Estrela, podendo ter e usar outras instalações, que se entenda necessárias, em qualquer localidade do Distrito de Lisboa.

## Objetivos e fins
A  APL é uma Associação de direito privado sem fins lucrativos, constituída para a organização e desenvolvimento desportivo de todas as Disciplinas da Patinagem, na área da sua jurisdição e sempre subordinada aos regulamentos e estatutos da Federação de Patinagem de Portugal.

## Estrutura Associativa
A estrutura da APL é de âmbito distrital ou regional e será organizada através de Clubes seus filiados, que serão sempre subordinados a estes estatutos e regulamentos em vigor.

## Registo das Assembleias Gerais da Associação:[17]
| Datas:     |                                                       |                            | Tomada de Posse: |
| ---------- | ----------------------------------------------------- | -------------------------- | ---------------- |
| 08/01/1985 | Associação Geral da Associação de Patinagem de Lisboa | Eleição dos Órgãos Sociais | 08/01/1985       |
| 09/07/1984 | Associação Geral da Associação de Patinagem de Lisboa | Eleição dos Órgãos Sociais | 09/07/1984       |
| 26/09/1981 | Associação Geral da Associação de Patinagem de Lisboa | Correção a Cargos          | 26/09/1981       |
| 01/10/1980 | Associação Geral da Associação de Patinagem de Lisboa | Eleição dos Órgãos Sociais | 01/10/1980       |
| 16/06/1977 | Associação Geral da Associação de Patinagem de Lisboa | Eleição dos Órgãos Sociais | 16/06/1977       |
| 22/08/1975 | Associação Geral da Associação de Patinagem de Lisboa | Eleição dos Órgãos Sociais | 22/08/1975       |
| 04/05/1974 | Associação Geral da Associação de Patinagem de Lisboa | Eleição dos Órgãos Sociais | 04/05/1974       |
| 09/02/1973 | Associação Geral da Associação de Patinagem de Lisboa | Eleição dos Órgãos Sociais | 09/02/1973       |
| 12/01/1972 | Associação Geral da Associação de Patinagem de Lisboa | Eleição dos Órgãos Sociais | 12/01/1972       |
| 12/01/1971 | Associação Geral da Associação de Patinagem de Lisboa | Eleição dos Órgãos Sociais | 12/01/1971       |
| 10/03/1970 | Associação Geral da Associação de Patinagem de Lisboa | Eleição dos Órgãos Sociais | 16/04/1970       |
| 10/03/1970 | Associação Geral da Associação de Patinagem de Lisboa | Eleição dos Órgãos Sociais | 10/03/1970       |
| 01/04/1969 | Associação Geral da Associação de Patinagem de Lisboa | Eleição dos Órgãos Sociais | 27/06/1969       |
| 29/03/1963 | Associação Geral da Associação de Patinagem de Lisboa | Eleição dos Órgãos Sociais | 18/04/1963       |
| 12/04/1960 | Associação Geral da Associação de Patinagem de Lisboa | Eleição dos Órgãos Sociais | 09/07/1960       |
| 11/03/1958 | Associação Geral da Associação de Patinagem de Lisboa | Eleição dos Órgãos Sociais | 06/05/1958       |
| 12/07/1956 | Assembleia Geral da Associação de Patinagem do Sul    | Eleição dos Órgãos Sociais | 26/10/1956       |
| 19/01/1954 | Assembleia Geral da Associação de Patinagem do Sul    | Eleição dos Órgãos Sociais | 05/03/1954       |
| 23/01/1952 | Assembleia Geral da Associação de Patinagem do Sul    | Eleição dos Órgãos Sociais | 28/02/1952       |
| 23/01/1950 | Assembleia Geral da Associação de Patinagem do Sul    | Eleição dos Órgãos Sociais | 15/03/1950       |
| 20/07/1948 | Assembleia Geral da Associação de Patinagem do Sul    | Eleição dos Órgãos Sociais | 17/09/1948       |
| 23/08/1946 | Assembleia Geral da Associação de Patinagem do Sul    | Eleição dos Órgãos Sociais | 21/10/1946       |
| 12/01/1946 | Assembleia Geral da Associação de Patinagem do Sul    | Eleição dos Órgãos Sociais | 13/04/1946       |
| 26/04/1944 | Assembleia Geral da Associação de Patinagem do Sul    | Eleição dos Órgãos Sociais | 24/07/1944       |

## Órgãos Sociais[22]
| Assembleia Geral |                              |
| ---------------- | ---------------------------- |
| Presidente       | Susana da Costa Vieira       |
| Vice-Presidente  | Raquel de Sousa Rodrigues    |
| Secretário       | Pedro Manuel Lourenço Tinoco |

| Direção                                           |                                                 |
| ------------------------------------------------- | ----------------------------------------------- |
| Presidente                                        | Dr. Luís Manuel Santos do Nascimento            |
| Presidente Adjunto                                | Manuel Evaristo de Almeida Pinto                |
| Vice-Presidente Administrativo e Financeiro       | Rui Manuel Carmona Pires Eduardo                |
| Vice-Presidente Comunicação e Imagem              | Maria João Bugalhão da Silva Costa Melos Campos |
| Vice-Presidente Comité Hóquei em Patins           | Maria Alexandra Pires Oliveira Leal Monginho    |
| Vice-Presidente Comité Patinagem Artística        | Pedro João Ferreira Gomes de Almeida Vieira     |
| Vice-Presidente Comité de Patinagem de Velocidade | João Carlos Antunes da Fonseca                  |

| Conselho de Arbitragem e de Ajuízamento                                   |                                |
| ------------------------------------------------------------------------- | ------------------------------ |
| Presidente                                                                | Jorge Augusto Baltazar Ventura |
| Vice-Presidente Administrativo e Financeiro                               | Paulo Jorge Pinho Ferreira     |
| Vice-Presidente Arbitragem Hóquei em Patins                               | José Feliciano Costa           |
| Vice-Presidente Ajuízamento e Cálculo Patinagem Artística                 | Ana Cristina Moura Rodrigues   |
| Vice-Presidente de Ajuízamento e Cronometragem de Patinagem de Velocidade | Virgínia das Neves Correia     |

| Conselho Fiscal: |                                         |
| ---------------- | --------------------------------------- |
| Presidente       | Armindo Manuel Elias Barroso de Sampaio |
| Vogal            | Luís Manuel Januário da Silva           |
| Vogal            | Isabel Maria Pereira da Silva Ribeiro   |

| Conselho de Disciplina |                                                  |
| ---------------------- | ------------------------------------------------ |
| Presidente             | Inês Moreira Lopes Araújo e Gama                 |
| Vogal                  | José Alberto Teixeira Coimbra da Silva Guimarães |
| Vogal                  | Nuno Ricardo Mota Pereira                        |

| Conselho de Justiça |                             |
| ------------------- | --------------------------- |
| Presidente          | Francisco Miranda Rodrigues |
| Vogal               | Maria Teresa Garcia         |
| Vogal               | --------------------------  |